# 本多忠鄰
本多 忠鄰（ほんだ ただちか）は、江戸時代後期の大名。播磨国山崎藩の第8代藩主。官位は従五位下肥前守、大和守、肥後守。政信系本多家9代。

## 略歴
第6代藩主・本多忠居の4男として誕生。幼名は貞之助。文化9年（1812年）生まれとも言われている。
天保5年（1834年）11月27日、先代藩主で兄の忠敬が病弱だったために隠居した後、その跡を継いだ。藩財政再建を目指して、家臣の片桐内蔵治を家老に登用して倹約、経費節減、金融改革などを行なっている。幕末においては大砲の鋳造や海防に尽力し、第一次長州征討では参加して功を挙げた。しかし第二次長州征討では軍費不足で出陣できなかった。
また、学問に興味を示して天保年間に堀内次右衛門や大爺円治らを登用して学問奨励を行ない、藩校である思斉館を創設した。これは現在の宍粟市立山崎小学校の基礎になったと言われている。
慶応4年（1868年）の戊辰戦争では、始め幕府側に与しようとしたが、後に思い直して新政府側についた。長男の寅次郎は早世していたため、次男の忠明を世子として、明治2年（1869年）正月晦日に家督を譲って隠居した。明治7年（1874年）正月12日に死去した。享年63。法号は大誠院殿前肥州宰吏徳護念徹実道大居士。墓所は兵庫県宍粟市山崎町上寺の大雲寺。

## 系譜
- 父：本多忠居（1771-1819）
- 母：堀直教の養女 - 堀直泰の娘
- 養父：本多忠敬（1793-1850）
- 養母：本多忠顕の娘
- 正室：昌子 - 五島盛成の養女、五島盛繁の娘
- 側室多数
- 生母不明の子女
  - 長男：寅次郎
  - 次男：本多忠明（1833-1901）
  - 三男：有馬道純（1837-1903） - 有馬温純の養子
  - 四男：本多忠肇（1846-1865） - 本多忠民の養子
  - 六男：植村家壷（1847-1920） - 植村家保の養子
  - 八男：本多忠禎